# Надприродне

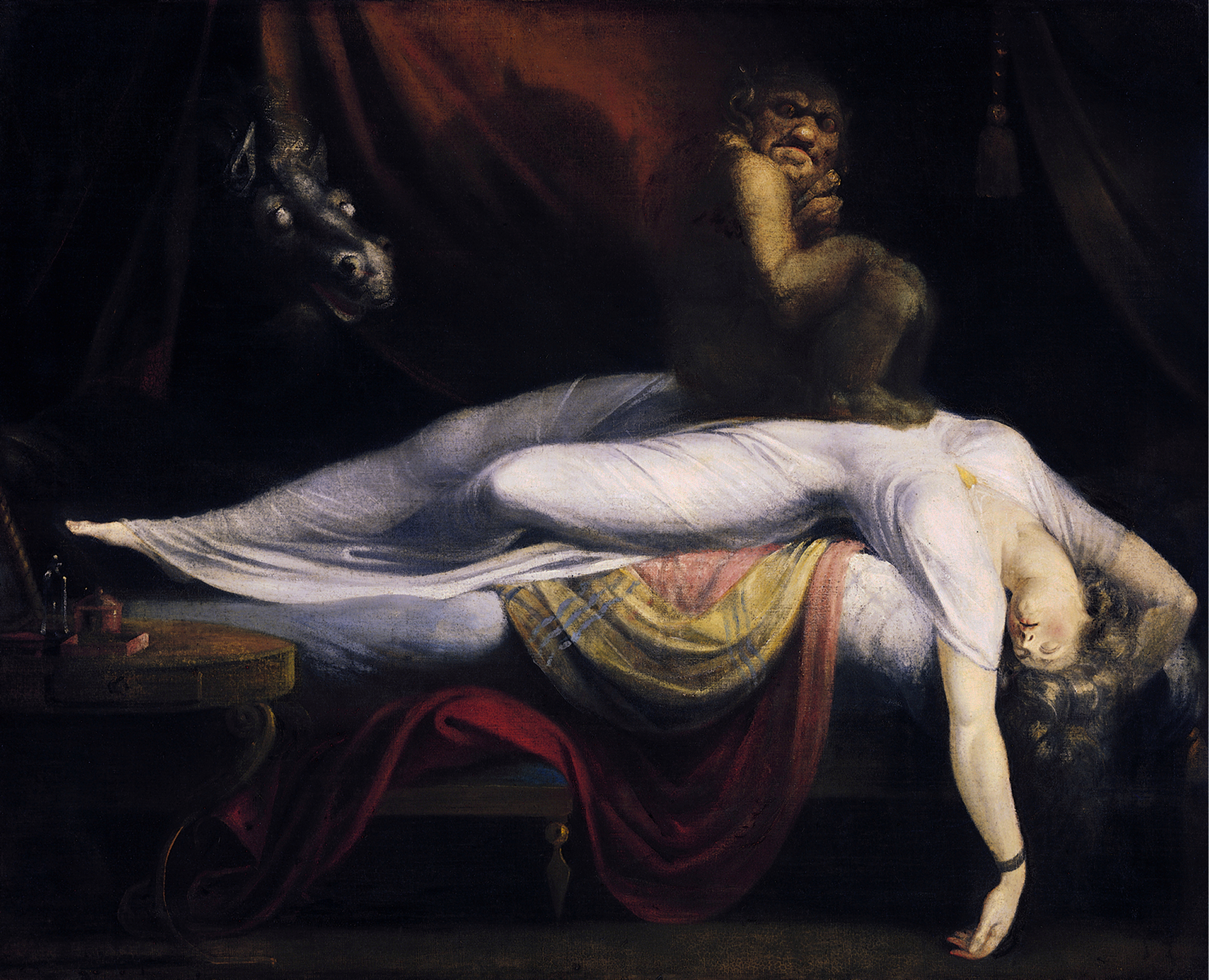
«Нічний кошмар» художника Генрі Фюзелі, 1791

Надприро́дне (англ. supernatural; середньовічна латина: лат. supernātūrālis, supra «понад» + naturalis «природа», first used: 1520—1530 AD) — світоглядна категорія, яка визначає те, що знаходиться поза фізичним світом вимірів і діє поза впливом законів природи, випадає з системи логічних зв'язків та залежностей, дещо первинне по відношенню до реальності і впливає на неї, що не може бути виявлено у матеріальному світі.
У релігійному сенсі надприродне розкривається через поняття надчуттєвого, безтілесного, нетривалого існування, яке неможливо відчути зовнішніми органами чуття людини і приладами. У більш вузькому сенсі надприродне також може розглядатися як деякий вимір іншого, метафізичного простору — загробного світу, в якому душа може існувати без фізичного тіла.